# Five Years
Five Years är en låt som skrevs av David Bowie 1972. Det var öppningslåten på albumet The Rise and Fall of Ziggy Stardust and the Spiders from Mars från samma år.
Låten handlar om en jord som är dömd till att förintas om fem år och konsekvenserna av denna kunskap. Det ryktas att Bowie valt tiden, fem år, som ett resultat av en dröm han hade om sin avlidne far, denne talade om för honom att han aldrig borde flyga mer och skulle dö inom fem år.